# Bernd Niesecke

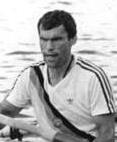
Bernd Niesecke, 1988

Bernd Niesecke (* 30. Oktober 1958 in Brandenburg an der Havel) ist ein ehemaliger Ruderer aus der DDR. 1988 wurde Niesecke Olympiasieger im Vierer mit Steuermann.

## Biografie
Niesecke ruderte für die SG Dynamo Potsdam unter Trainer Bernd Landvoigt. Er belegte 1977 im Zweier mit Steuermann den dritten Platz bei den DDR-Meisterschaften. 1981 bildete er zusammen mit Dietmar Schiller, Jörg Friedrich, Harald Jährling und Steuermann Klaus-Dieter Ludwig als Renngemeinschaft aus Potsdam und Magdeburg einen Vierer mit Steuermann, der die Olympiasieger aus Dresden um Ullrich Dießner ablösen sollte. Die neue Crew gewann bei der Weltmeisterschaft bei München auf Anhieb den Titel. 1982 rückten die Weltmeister bis auf Schiller in den DDR-Achter und wurden mit diesem Boot Vizeweltmeister. 1983 trat eine rein Potsdamer Crew mit Bernd Eichwurzel, Niesecke, Friedrich, Schiller und Steuermann Ludwig als Vierer bei der Weltmeisterschaft an und erreichte den zweiten Platz hinter dem Boot aus Neuseeland. Bei der Weltmeisterschaft 1985 ruderte der Potsdamer Vierer in der Besetzung Eichwurzel, Niesecke, Karsten Schmeling, Schiller und Steuermann Hendrik Reiher und erkämpfte die Bronzemedaille.
1986 rückte Frank Klawonn für Schiller in den Potsdamer Vierer. In der Besetzung Karsten Schmeling, Bernd Niesecke, Bernd Eichwurzel, Frank Klawonn und Hendrik Reiher gelang dem Boot der Gewinn der DDR-Meisterschaft 1986 und 1988. Das Boot gewann den Weltmeistertitel 1986 in Nottingham und 1987 in Kopenhagen. Bei den Olympischen Spielen 1988 in Seoul siegte der Vierer mit fast drei Sekunden Vorsprung auf das Boot aus Rumänien.
1986 und 1988 wurde Niesecke mit dem Vaterländischen Verdienstorden in Gold ausgezeichnet.
Bernd Niesecke arbeitete bis zur Wende bei der Volkspolizei und wurde 1990 in Potsdam in den neu formierten Polizeidienst übernommen.